# Optimisation fiscale par sous-capitalisation
L'optimisation fiscale par sous-capitalisation (en Anglais thin capitalization) est un mécanisme d'optimisation fiscale consistant pour une entreprise à s'endetter auprès d'une société du même groupe (emprunt intragroupe) pour un montant supérieur à ce que permettrait sa solvabilité intrinsèque vis-à-vis d'un tiers préteur. La société prêteuse est domiciliée dans un pays à la fiscalité plus avantageuse que l'emprunteuse, pour profiter de la déduction d'impôt sur les intérêts dus à son débiteur.

## Principe
Une société est sous-capitalisée lorsqu’il y a disproportion entre ses fonds propres et les fonds empruntés. Ce rapport est également désigné sous le terme de « ratio dettes/fonds propres » (en anglais : debt/equity ratio). En cas de prêt intragroupe, il peut s'agir d'un mécanisme d'optimisation fiscale (voire de fraude fiscale le cas échéant) quand la fiscalité des produits d'intérêts dans le pays de résidence de la prêteuse est moindre que la minoration d'impôt obtenue par la déduction des intérêts chez l'emprunteuse. Est ainsi minorée de l'assiette de l'impôt sur les bénéfices chez l'emprunteuse la part des intérêts versés à une société du groupe qui excède ce que sa solvabilité intrinsèque lui aurait permis d'emprunter auprès d'un tiers non lié. La sous capitalisation des filiales permet en outre d'éluder l'impôt de distribution sur le dividende qui serait éventuellement perçu,.
Sont concernés par le mécanisme de la sous-capitalisation les intérêts versés par une société :[réf. souhaitée]
- À l’ensemble des entreprises qui lui sont liées (font partie du même groupe de sociétés) par ex. société filiales et entre les sociétés d’une holding.
- Au titre des sommes laissées ou mises à disposition dont le remboursement est garanti par une sûreté accordée par une entreprise liée.

## Encadrement légal
Le législateur fiscal sanctionne la sous-capitalisée en limitant la déduction des intérêts sur la portion de la dette qui excèdent le seuil de sous-capitalisation. Les dettes d’une entreprise (emprunts intra-groupe) ne peuvent excéder x  fois les fonds propres. La plupart des pays, ont fixé par une loi le ratio maximum autorisé. Bien sûr, en cas de taux d'intérêt effectif supérieur à un taux qui serait jugé de pleine concurrence, les autorités fiscales peuvent aussi rejeter la déduction d'une autre portion de cette charge d'intérêt.

## Exemple
Dans le pays A, le ratio dette / fonds propre ne doit pas excéder 1,5 et le taux d'intérêt de pleine concurrence de 4%.
Une société est endettée au taux de 5% auprès de sa société mère étrangère pour 5 000 000 €, mais ses fonds propres ne sont que de 1 000 000 € . La part qui excède le seuil de sous-capitalisation est de 5 000 000 € - (1 000 000 € * 1.5) = 3 500 000 €.
Sur les 250 000 € de charge d'intérêt, la déduction de 175 000 € peut être rejetée parce qu'ils concernent la part excédant le seuil de sous-capitalisation. Ces 175 000 € peuvent en outre être considérés comme une distribution de dividende occulte.
Sur les 75 000 € restant en charge, la déductibilité de (taux pratiqué 5% - taux admis 4% / taux pratiqué 5%) soit 20% de la charge peut être contestée soit le rejet de la déductibilité de 15 000 € de plus sur la base d'un taux d'intérêt excédant le taux de pleine concurrence. Ils peuvent en outre être considérés comme une distribution occulte.